# Banffshire
Banffshire (în galica scoțiană: Siorrachd Bhanbh) este unul dintre comitatele tradiționale ale Scoției, situat în nord-estul țării, între Munții Cairngorm și coasta Moray Firth. Orașul Banff este centrul administrativ istoric și locul eponim. Cel mai mare oraș din comitat este Buckie, un oraș mic de cca 8.000 de locuitori.
Comitatul a rămas în mare parte catolic după Reformă și a suferit mult timp de persecuție și discriminare din partea protestanților prezbiterieni.